# Sumatra
Sumatra (AFI: /suˈmatra/; in indonesiano Sumatera) è la sesta isola più estesa del pianeta, con una superficie di circa 470.000 km² ed è la terza isola più grande dell'arcipelago Indonesiano dopo Nuova Guinea e Borneo.

## Geografia
L'asse più lungo dell'isola corre approssimativamente da nordovest a sudest, intersecando l'equatore vicino al centro. L'interno dell'isola è dominato da due regioni geografiche: i monti Barisan ad ovest e le pianure paludose ad est.
A sudest di Sumatra si trova l'isola di Giava, da cui è separata dallo stretto della Sonda. A nord vi è la penisola Malese, da cui è separata dallo stretto di Malacca. Ad est, oltre lo stretto di Karimata, si trova il Borneo. Ad ovest si trova l'Oceano Indiano.
La spina dorsale dell'isola è costituita dalla catena montuosa dei Monti Barisan. Le frequenti attività vulcaniche rendono i terreni di quest'area particolarmente fertili e spesso contribuiscono a creare scenari naturali molto spettacolari, come ad esempio attorno al lago Toba, che è in realtà la più grande caldera vulcanica del pianeta, la cui creazione fu a suo tempo determinata da un'eruzione tanto immane da aver generato una vera e propria glaciazione planetaria. Tra le risorse naturali il carbone e l'oro.
Grandi fiumi trasportano detriti dalle montagne verso est, formando vaste pianure intramezzate da frequenti paludi, che ne limitano la potenzialità agricola; questa regione è comunque di grande importanza per l'Indonesia, per via delle attività di estrazione petrolifera e per la coltivazione delle palme, da cui si ricavano grandi quantità di olio di palma.
Fino a non molto tempo fa Sumatra era perlopiù ricoperta da foreste tropicali, abitate da specie animali come gli oranghi, i tapiri, le tigri di Sumatra, nonché alcune specie vegetali talvolta uniche, come la Rafflesia. Lo sviluppo economico, accoppiato alla corruzione ed al disboscamento selvaggio ed illegale hanno minacciato e minato seriamente questo ecosistema. I tentativi di individuare e difendere dalla distruzione delle aree protette non sono stati molto fruttuosi.
L'isola, situata nella Cintura di fuoco, è una delle zone più sismiche al mondo.

## Economia
Molto consistenti sono le esportazioni di gas e petrolio, la cui produzione è qui pari ai ¾ di quella totale indonesiana. Vengono anche esportati in grandi quantità gomma e olio di palma. Sono da ricordare le grandi piantagioni di tabacco, palme da cocco, tè e soprattutto caucciù che compete con quello malese. Sumatra è inoltre famosa per il pepe nero.
Vi è anche una forte produzione di legname con conseguente disboscamento della foresta, con il rischio di estinzione di molti vertebrati locali, tra cui la famosa Tigre di Sumatra (Panthera tigris sumatrae). Altre specie dell'isola di Sumatra sono l'Orango di Sumatra (Pongo abelii), un tempo considerato una sottospecie dell'orango del Borneo, e anche il Tapiro Asiatico (Tapirus indicus), o anche tapiro malese o dalla gualdrappa.

## Storia
All'inizio dell'era cristiana in tutta l'Indonesia iniziarono i contatti con l'induismo e con il buddismo attraverso i commerci marittimi, ma, è stato scritto, «possiamo fondatamente ritenere che l'influenza culturale non deve essere stata importante poiché i mercanti non sono - per definizione dei propagatori di cultura. Comunque, verso il VI e il VII secolo si vennero formando a Giava e a Sumatra degli stati alle cui corti prese sviluppo una cultura ispirata dalla civiltà venuta dall'India».
La ricostruzione della storia preislamica di Sumatra è piuttosto frammentaria, ma i reperti archeologici suggeriscono che l'isola fosse la destinazione di molte tribù che migravano dalla terraferma. I numerosi utensili in pietra e le conchiglie riportate alla luce negli scavi a nord di Medan indicano l'esistenza di gruppi indigeni che vivevano di caccia e di raccolta lungo lo stretto di Malacca (Selat Malaka) circa 13.000 anni fa. Due civiltà megalitiche fecero la loro comparsa circa 2000 anni fa: una sulle montagne occidentali di Sumatra, l'altra su Pulau Nias.

Immagine dello maremoto dell'Oceano Indiano del 2004, uno dei maremoti più potenti al mondo.

Lo stretto di Malacca, un'importante rotta commerciale tra la Cina e l'India, fece sì che la costa orientale di Sumatra fosse costantemente esposta alle volontà delle superpotenze della zona e all'influenza di diverse civiltà, tra cui l'islam. Alla fine del VII secolo il regno di Sriwijaya divenne una delle principali potenze della regione, e la sua capitale era localizzata nell'area dell'odierna città di Palembang.
A Sumatra, che egli chiama Samarra, sostò per 5 mesi Marco Polo in attesa di una stagione migliore: 
(cap. 163 Del reame di Samarra)
Fu inoltre visitata da Ibn Battuta, la cui trascrizione araba del nome "Sumadera" in "Sumathra" è all'origine del nome moderno dell'isola.
Quando Sriwijaya decadde, Aceh, situata all'estremità settentrionale di Sumatra, assunse il controllo dei commerci che si svolgevano attraverso lo stretto. Aceh è considerata il primo punto di contatto tra la religione islamica e l'Indonesia, avvenuto tramite i commercianti marittimi musulmani provenienti dal Gujarat (nell'India occidentale). Assecondando l'atteggiamento di diplomazia e apertura al commercio, la popolazione animista di Aceh accolse con favore la religione dei nuovi arrivati; tuttora la zona è nota per avere conservato una tradizione religiosa islamica più rigorosa rispetto alle province vicine. In seguito all'occupazione portoghese di Malacca nel 1511, il controllo di Aceh sulle principali rotte di navigazione crebbe considerevolmente. Il sultanato mantenne il controllo della zona fino agli inizi del XVII secolo, quando i mercanti olandesi iniziarono a interessarsi al commercio delle spezie.
Samudra (che significava «oceano»), nei pressi di Lhokseumawe, era il nome del porto commerciale più attivo dell'epoca; il toponimo venne successivamente adottato dai commercianti per fare riferimento all'intera isola, che in alternativa veniva chiamata Giava Minore. Fu Marco Polo a trasformare il nome nella sua versione finale, «Sumatra», nelle sue cronache di viaggio del 1292. In tempi lontani (e più poetici), l'isola era invece conosciuta come Swarnadwipa (isola d'oro).
Nel corso dell'epoca coloniale, Sumatra venne occupata da numerose potenze straniere, tutte determinate a imporre il proprio dominio sull'isola e le sue risorse: gli olandesi si stabilirono nel porto occidentale di Padang, gli inglesi occuparono Bencoolen (oggi chiamata Bengkulu), i commercianti statunitensi avevano il controllo delle esportazioni di pepe, mentre i cinesi sfruttavano le risorse di stagno delle isole di Bangka e di Belitung, a est di Palembang. Tra gli altri prodotti pregiati destinati alle esportazioni comparivano anche l'olio e il caffè.
Agli inizi del XIX secolo gli olandesi tentarono di stabilire il proprio controllo permanente su tutta Sumatra facendo intervenire l'esercito, ma l'iniziativa venne accolta con incredibile resistenza dalle tribù sparse in tutto il territorio. Nel 1863, dopo tre spedizioni militari, gli olandesi riuscirono a impossessarsi di Nias. Tramite una serie di trattati e di alleanze, altre zone di Sumatra entrarono a far parte del dominio olandese, tra cui anche Bengkulu, che gli inglesi cedettero in cambio di Malacca.
Gli olandesi non furono mai accolti in modo favorevole a Sumatra, e per questa ragione un compromesso di pace non venne mai raggiunto. Al contrario, l'isola diede i natali a numerosi personaggi chiave della lotta per l'indipendenza, tra cui il futuro vicepresidente Mohammed Hatta e il primo capo del governo, Sutan Syahrir. Comunque, nonostante gli sforzi compiuti dagli indipendentisti, Sumatra rimaneva insofferente sia al governo centrale di Giacarta sia nei confronti degli olandesi. Dal 1958 al 1961 alcuni gruppi di ribelli della zona di Bukittinggi e delle montagne di Sumatra Sud si opposero al processo di centralizzazione del governo e ci furono scontri con l'esercito indonesiano. Tuttavia, l'area che provocò i maggiori grattacapi al governo centrale di Giacarta fu Aceh. Qui nacque infatti il movimento separatista alla fine degli anni '70 del secolo scorso, che continuò la sua attività fino al 2006, alternando momenti di pace a fasi di repressione estrema da parte dell'esercito indonesiano.
Nessun conflitto provocato dall'uomo ha comunque raggiunto il livello di distruzione provocato dallo tsunami del 26 dicembre 2004, quando un terremoto di magnitudo superiore al 9º grado scatenatosi al largo della costa nord-occidentale di Sumatra provocò l'inondazione dell'intera regione. Nella provincia di Aceh, la parte di terraferma più vicina all'epicentro del terremoto, si abbatterono onde di quasi 15 metri, come il mitico naga (il serpente del mare), contro le costruzioni lungo la costa e gli abitanti della zona. Il calcolo delle vittime in Indonesia ha superato quota 170.000, concentrate principalmente nella zona di Aceh. Dopo alcuni mesi, una scossa di assestamento di magnitudo 8,7 si abbatté nei pressi di Pulau Nias, distruggendone il capoluogo e provocando la morte di centinaia di persone. Le organizzazioni umanitarie impegnate a risolvere i postumi dello tsunami hanno concentrato i propri sforzi iniziali su Aceh, per poi spostare la propria attenzione verso Nias.

## Geografia antropica

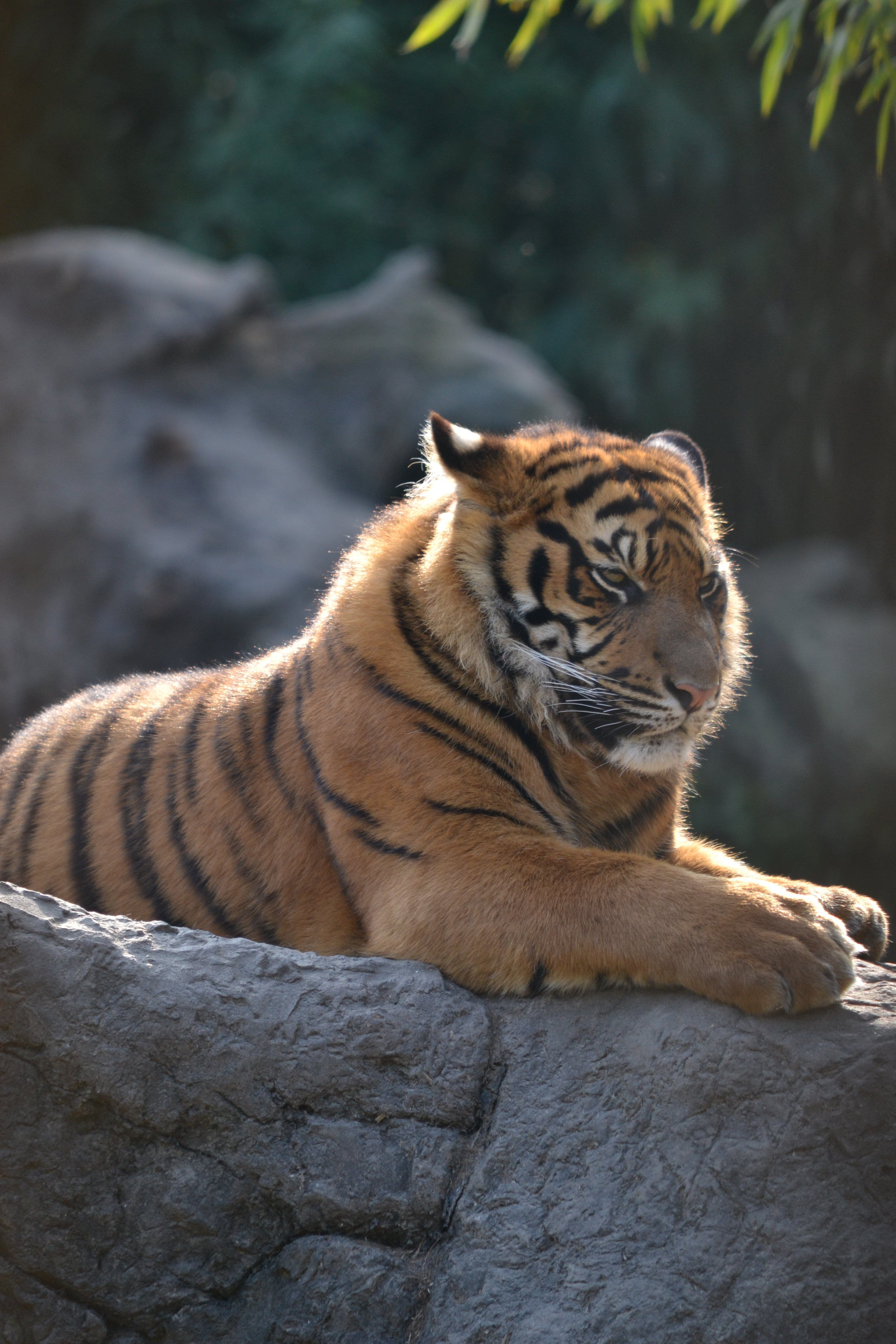
La tigre di Sumatra, uno degli animali più a rischio d'estinzione al mondo.

### Suddivisioni amministrative

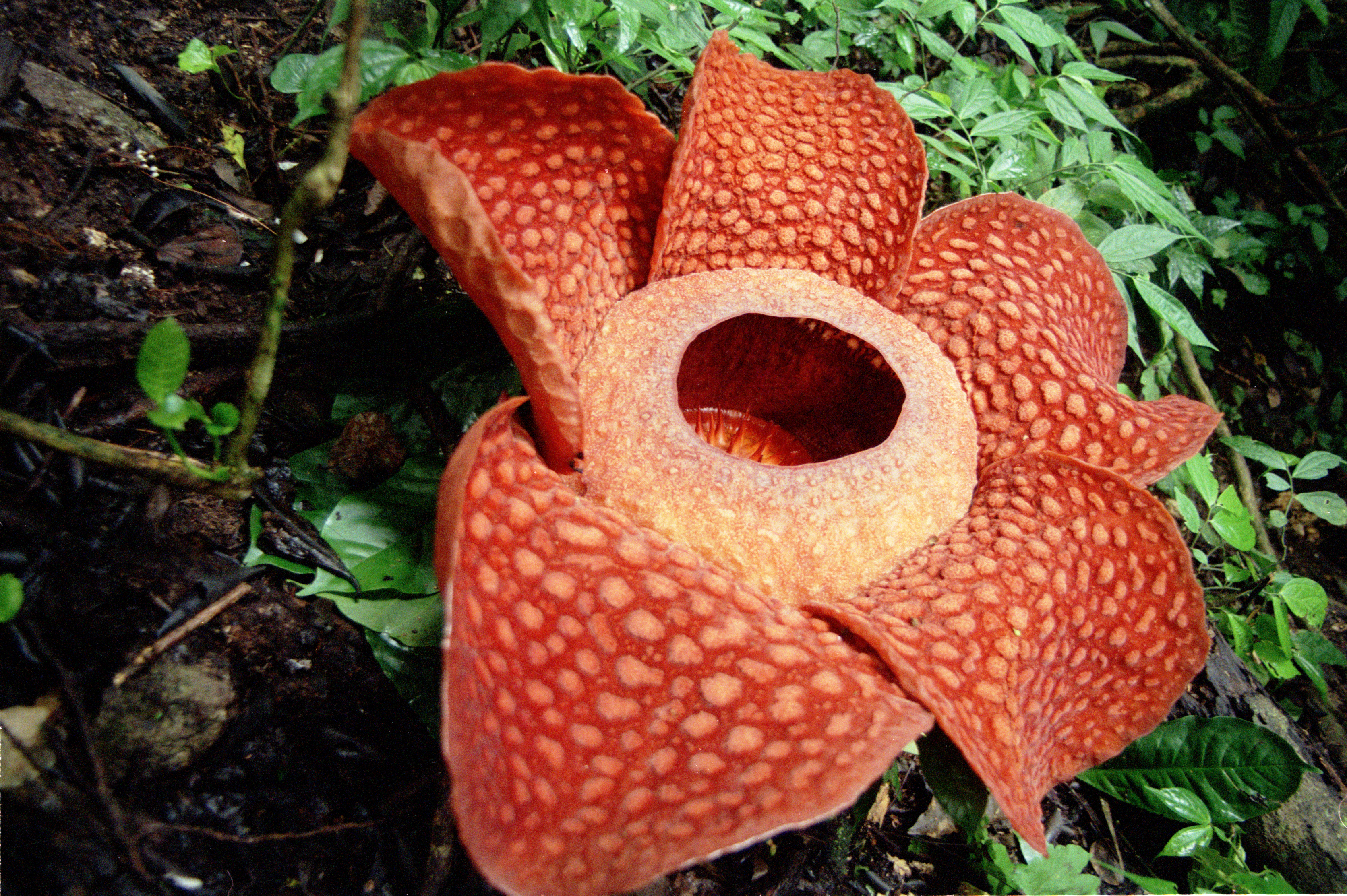
La Rafflesia arnoldii, uno dei fiori parassiti di Sumatra.

Sumatra è amministrativamente suddivisa in dieci province, che sono:
- Aceh - capitale: Banda Aceh
- Bangka-Belitung - capitale: Pangkal Pinang
- Bengkulu - capitale: Bengkulu
- Isole Riau - capitale: Tanjung Pinang
- Jambi - capitale: Jambi
- Lampung - capitale: Bandar Lampung
- Riau - capitale: Pekanbaru
- Sumatra Occidentale (Sumatera Barat) - capitale: Padang
- Sumatra Meridionale (Sumatera Selatan) - capitale: Palembang
- Sumatra Settentrionale (Sumatera Utara) - capitale: Medan

## Società

### Evoluzione demografica
La densità di popolazione di Sumatra è elevata, dato che è abitata da circa 96 persone per km², per una popolazione totale di circa 45 milioni di abitanti in un territorio grande poco più di una volta e mezza l'Italia. I maggiori centri urbani sono Medan e Palembang.
La popolazione appartiene perlopiù all'etnia malese, anche se è piuttosto frammentata, tanto che si arrivano a parlare ben cinquantadue lingue. Sono presenti minoranze etniche cinesi soprattutto nei centri urbani.
La maggior parte degli abitanti di Sumatra professano la religione musulmana, ma non mancano minoranze cristiane (sia cattoliche che protestanti), induiste, buddhiste o adepti delle credenze tradizionali cinesi.